# ترس(2-كلوروإيثيل) فوسفات
ترس(2-كلوروإيثيل) فوسفات (بالإنجليزية: Tris(2-chloroethyl) phosphate)‏ ويعرف اختصارا ب(TCEP) وهو مركب كيميائي يستخدم كمثبط لهب وملدن ومنظم لللزوجة في العديد من المبلمرات كالبولي يوريثان وراتنج البولي أستر ومركبات البولي أكريليت.

## الأمان
بسبب خطر هذه المادة المتوقع في أنها قد تسبب وتنتج سمية تناسلية، فقد أدرجت ضمن قائمة المواد المثيرة للقلق الشديد ضمن تعليمات هيئة التوثيق والتقييم والتقييد للكيماويات التابعة للاتحاد الأوروبي.